# Aulacopris reichei
Aulacopris reichei е вид твърдокрило насекомо от семейство Листороги бръмбари (Scarabaeidae). Видът не е застрашен от изчезване.

## Разпространение
Разпространен е в Австралия (Австралийска столична територия, Виктория и Нов Южен Уелс).